# Мадинат ас-Садис мин Уктубар
Мадинат ас-Садис мин Уктубар (на арабски: مدينة السادس من أكتوبر, в превод: Град 6 октомври) е град в провинция Гиза в Египет. Това е град-спътник, разположен близо до Гиза и е част от региона на Голямо Кайро. Бил е административен център на област Ас-Садис мин Уктубар, която е разформирована през 2011 г.
Според националното преброяване от 2017 г., населението на града възлиза на 450 000 души. [3] Основан като нов град в пустинята, той подслонява много местни студенти, а също чуждестранни студенти от арабските страни на Персийския залив, от Йордания, Нигерия, Камерун, Сирия, Ирак и палестинските територии.
Мадинат ас-Садис мин Уктубар е основан през 1979 г. с декрет на президента Ануар Садат. Намира се на около 17 km от Египетските пирамиди в Гиза и на 32 km от центъра на Кайро. Въпреки че има много недовършени или празни сгради, градът има обща площ от 482 km² и се очаква да достигне 6 млн. жители.
Името на града означава Град 6-и октомври и е именуван в чест на 6 октомври 1973 г., когато по време на Войната от Йом Кипур египетските войски преминават Суецкия канал и нахлуват на израелска територия. Този ден се чества и като „Ден на въоръжените сили“ в страната.
Град 6 октомври има една от най-големите индустриални зони в Египет, върху която е основан целият град. Индустриалната зона осигурява работни места за служители в града, както и от други части на Гиза. Той е придружен от банков сектор, който групира клонове на всички банки в Египет в район, който е близо до индустриалната зона, за да обслужва нуждите на индустрията и жителите. В града има голям бизнес парк, 19 университета и летище.
Главният офис на UNHCR в Египет също е разположен в този град.